# الهيئة الهندسية للقوات المسلحة (مصر)
الهيئة الهندسية للقوات المسلحة هي إحدى هيئات القوات المسلحة المصرية. تقوم الهيئة الهندسية للقوات المسلحة عن طريق إدارتها التابعة (الأشغال العسكرية، المساحة العسكرية، المياه، المشروعات الكبري، المهندسين العسكريين، إدارة التراخيص والتفتيش والمتابعة) بتنفيذ العديد من المهام التخصصية وعمليات التأمين الهندسي للأفرع الرئيسية للقوات المسلحة، كما تقوم بالمساهمة في عملية التنمية الشاملة للدولة بدءاً من تطهير الأرض من مخلفات الحروب لإقامة المشروعات التنموية والعمرانية، وإنشاء شبكات الطرق الحرة والكباري والمطارات في مختلف محافظات مصر، وإقامة العديد من محطات تحلية المياه وحفر الآبار، ومد خطوط المياه إلى المدن والتجمعات العمرانية الجديدة، وتنفيذ الأعمال المساحية وإصدار الخرائط والموسوعات لمعاونة الأجهزة المدنية في تنفيذ المشروعات العملاقة، فضلا عن المشاركة في مشروعات التنمية الحضارية والاجتماعية الصحية بإنشاء وتطوير المدارس والمستشفيات والوحدات الصحية ومراكز التنمية الحضارية في جميع ربوع مصر، وإقامة المشروعات الزراعية والإنتاجية وصناعة الخامات والمواد الإنشائية المستخدمة في المشروعات، وإنشاء وتطوير الإستادات والملاعب والساحات الرياضية لإقامة البطولات المحلية والدولية. كما تقوم أيضا بمعاونة القطاع المدني في التغلب على الآثار الناجمة عن الكوارث الطبيعية والصناعية، والقيام بعمليات الإنقاذ والنجدة والتدخل السريع باستخدام أحدث الأجهزة والمعدات المتنوعة والقدرات والإمكانات، والقيام بإيواء المتضررين وإزالة الأنقاض والمعاونة في إنشاء معسكرات العزل الصحي.

## دور الهيئة في أوقات السلم
- المساهمة في مجالات التنمية في مصر وإنشاء المشروعات التنموية الكبرى
- المساهمة في إزالة آثار الكوارث والأزمات المحلية
- مشاركتها بعض الدول في أعقاب حدوث كوارث كبرى لإزالة آثارها
- المشاركة في مجالات البنية الأساسية والإنشاءات والطرق والكباري
- المشاركة في مجال التعليم عن طريق بناء المدارس
- المشاركة في مجالات النسف وتطهير الأراضي من الألغام ومخلفات الحروب
- المشاركة في مجالات التنمية السياحية وتطوير المنشآت الرياضية
- إمداد القطاع المدني بكوادر فعالة
- المشاركة في مجال الإسكان الاقتصادي
- التخطيط العام للمدن وإنشاء القرى البدوية والمنازل النوبية
- إزالة آثار الكوارث والسيول والزلازل وإزالة القنابل والشراك الخداعية

## الإدارات التابعة
- إدارة الأشغال العسكرية والإبرار
- إدارة المهندسين العسكريين
- إدارة المساحة العسكرية
- إدارة المياه
- إدارة المشروعات الكبرى
- إدارة التراخيص والتفتيش والمتابعة[6][7]

## رؤساء الهيئة
- لواء أركان حرب/ وليد عارف.[8]
- لواء أركان حرب / أحمد العزازي.[9]
- لواء أركان حرب / هشام السويفي.[10]
- لواء أركان حرب / إيهاب الفار.[11]
- لواء أركان حرب / كامل الوزير.[12]
- لواء أركان حرب / عماد الألفي.[13]
- لواء أركان حرب / طاهر عبد الله.[14]
- لواء أركان حرب / أحمد نعيم البدراوي.[15]
- لواء أركان حرب / ماجد جورج.[16]
- لواء أركان حرب / جلال سري.[17]
- لواء أركان حرب / محمود فهيم عبد العزيز.[18]